# Waldemar Skarstedt
Carl Abraham Waldemar Skarstedt (i riksdagen kallad Skarstedt i Falun), född 24 juli 1861 i Lund, död 8 februari 1931 i Stockholm, var en svensk tidningsman och politiker (liberal). Son till teologen Carl Wilhelm Skarstedt, far till skådespelaren Georg Skarstedt.
Efter studier vid Lunds universitet 1881–1886 gav sig Wilhelm Skarstedt in i journalistiken och blev medarbetare vid Wermlands Allehanda 1886–1887, Kristinehamns-Tidningen 1887 och Aftonbladet 1888–1890. Han var därefter redaktör och ansvarig utgivare för Hudiksvalls Allehanda 1888–1894 och redaktör, ägare och ansvarig utgivare för Falu-Kuriren 1894–1931. 
Waldemar Skarstedt var även livligt verksam som organisatör, föredragshållare och journalist i nykterhetsrörelsen. 
Han var riksdagsledamot i första kammaren 1912–1914 för Kopparbergs läns valkrets. I riksdagen tillhörde han Frisinnade landsföreningens riksdagsparti Liberala samlingspartiet. Han var bland annat suppleant i konstitutionsutskottet 1912–1914 och ägnade sig bland annat åt olika folkhälsofrågor.